# Système national des aires de conservation
Le Système national des aires de conservation (en espagnol : Sistema Nacional de Áreas de Conservación, SINAC) est l'agence du Ministère de l'Environnement et de l'Énergie du Costa Rica (MINAE) chargé de l'administration des aires protégées du Costa Rica, dont les parcs nationaux. Elle a été créée en 1994 à la suite de la fusion de la Direction Générale des Forêts, du Service des Parcs Nationaux et de la Direction Générale de la Faune.

## Aires de conservation

Location of Conservation Areas

Le Costa RIca est divisé en 11 aires de conservation, comprenant chacune plusieurs types de zones protégées:
- Arenal Huetar Norte
- Arenal Tempisque
- Centrale
- Guanacaste
- La Amistad Caribe
- La Amistad-Pacífico
- Cocos
- Osa
- Pacífico Central
- Tempisque
- Tortuguero

## Typologie des zones protégées

### Réserve biologique
Zone essentiellement inchangée contenant des écosystèmes, des éléments naturels ou des espèces extrêmement vulnérables, où les processus écologiques ont pu suivre leur cours naturel avec un minimum d'interférence humaine, elle est uniquement destinée à la recherche et à l'éducation.

### Parc national
Zone présentant des caractéristiques individuelles d'intérêt national ou international. Elle doit comprendre des échantillons représentatifs d'écosystèmes d'importance nationale, présenter peu de traces d'activité humaine, être attrayante pour les visiteurs et capable de recevoir du public de manière contrôlée.

### Monument national
Zone d'une valeur culturelle, historique ou archéologique exceptionnelle, d'importance nationale et internationale en raison de ses caractéristiques uniques ou de son intérêt particulier.

### Refuge de vie sauvage
Zone qui, en raison de ses conditions géographiques, de ses écosystèmes particuliers et de sa biodiversité diverse ou unique, a été déclarée comme telle par l'exécutif, pour la protection et la recherche de la flore et de la faune, en particulier pour les espèces en danger d'extinction.

### Zones humides
Ensemble des écosystèmes aquatiques, naturels ou artificiels, permanents ou temporaires, saumâtres ou salés, y compris les extensions marines jusqu'à la limite arrière des herbiers ou des récifs coralliens ou, en leur absence, jusqu'à six mètres de profondeur à marée basse.

### Corridor biologique
Extension territoriale, généralement privée, dont la fonction principale est de relier des zones sauvages protégées afin de permettre la migration et la dispersion de la flore et de la faune et d'assurer leur conservation.

### Zone protégée
Zone de forêts et terrains adaptés à la sylviculture, dont l'objectif principal est la protection des sols, la régulation du régime hydrologique et la conservation de l'environnement et des bassins versants.